# Casa Nova del Verdeguer

La Casa Nova del Verdeguer, respecte del terme de Castellcir

La Casa Nova del Verdeguer és una masia del terme municipal de Castellcir, a la comarca catalana del Moianès.
Està situada en el sector nord-occidental del terme, al nord-oest del nucli principal del poble de Castellcir. És al nord-est de la masia del Verdeguer i de la Casa del Guarda, al nord-oest de la de Sant Jeroni i al sud-oest de la de les Berengueres. És en un serradet entre el Torrent Mal, que queda al nord-oest, i la riera de Fontscalents, al sud-est.
Des del Carrer de l'Amargura surt un carrer cap al nord que enllaça aquest nucli amb el de la Roureda, on enllaça al cap de 850 metres amb la pista que des de la carretera BV-1310 continua cap a Santa Coloma Sasserra. Continuant cap al nord per aquesta pista, en 650 metres s'arriba al lloc, just a ponent de la masia del Prat, d'on arrenca cap a ponent la pista rural que mena, fent algunes ziga-zagues, al Verdeguer en 2 quilòmetres i mig de pista rural en bon estat. Des de poc abans d'arribar al Verdeguer, surt una pista cap al nord-est que en 600 metres mena a la Casa Nova del Verdeguer.
Al sud-oest de la Casa Nova del Verdeguer es troba el Camp Gran de la Casa Nova del Verdeguer.